# Kongens Fald
Kongens Fald er en modernistisk og tilsyneladende historisk roman af Johannes V. Jensen. Romanen handler om Mikkel Thøgersens liv, som forløber parallelt med kong Christian 2.
Den beskrevne periode strækker sig fra slutningen af det 15. århundrede til midten af det 16. århundrede, og begivenhederne er domineret af grevens fejde og Det Stockholmske Blodbad.
Kongens Fald blev udgivet i tre dele i årene 1900–01. Første del, Forårets død, anden del, Den store sommer og sidste del, Vinter.
Som noget særligt er sproget i romanen ofte blevet fremhævet. Den er blevet omtalt som en "bog med et fuldstændig fascinerende billedsprog" og tillige "et uovertruffet sanseligt sprog".
Kongens Fald er inkluderet i Danmarks kulturkanon. Læserne af Politiken og Berlingske kårede i 1999 bogen til det 20. århundredes bedste danske roman.

## Handling

### Forårets død

#### Mikkel
På Serridslev kro uden for Nørreport i København møder studenten Mikkel Thøgersen fire fornemme tysktalende soldater, hvoraf den ene forekommer ham bekendt. Soldaterne fortæller om deres krigsbedrifter, bl.a. om ”den blonde Lenore”,:9   hvilket gør Mikkel forstemt. Mikkel opdager, den ene af soldaterne er Otte Iversen. Også han virker trykket af stemningen.   

#### København ved nat
Mikkel vender hjem til sit logi ved Pustervig, som han på tredje år deler med den moralske Ove Gabriel – som bemærker, at Mikkel er fuld. Mikkel tænker på Susanna,:12  men går så ud igen, og rundt i byen, hvor han møder soldaterne fra kroen og slår følge med dem. Senere kommer han forbi et sted, hvor prins Christiern står omgivet af fine herrer i høj stemning.   

#### Drømmeren
[Magisterens blik] var høfligt og ligegyldigt, men der var en Magt deri, som ligefrem rasede - Mikkel søgte Redning ved at gaa under og se paa Mandens store bare Ansigt. [...] Sorte Tænder ... det var nemt at se, at han var en Jyde.
Næste dag beslutter Mikkel at opsøge magister Andersen, se citat, for at spørge ham til råds mht. at studere i udlandet. Magisteren svarer ved at eksaminere Mikkel, som kun klarer sig mådeligt. Skuffet og skamfuld vandrer Mikkel gennem byen, som er fuld af soldater. Pludselig husker han noget han drømte, om en ”straalende hvid Søjle” og en kæmpemæssig ”glasblaa Kuppel”.:21  Kort efter bliver Mikkel, med øgenavnet ”Storken”, bortvist fra universitet. Nu lader han sit røde skæg stå.

#### Forårs smerte
Mikkel er betaget af Susanna, datter af jøden Mendel Speyer,:37  hvis hus han ofte passerer i håb om at få et glimt af hende. Københavnerne fejrer pinse, og det går livligt for sig. Den nat møder Mikkel igen Otte Iversen, som er junker og søn af en herremand fra Mikkels hjemegn. Otte og Mikkel deler en kande mjød, og så betror Otte Mikkel historien om sin kæreste gennem fem år Ane Mette, som har lovet at vente på, Otte kommer tilbage fra krigen. Otte fortæller, hvordan han og Ane Mette engang drev til havs i en båd uden årer. Fortvivlede råbte de om hjælp, men måtte vente på, båden drev tværs over vandet til Salling. Men Otte må ikke få Ane Mette for sin mor, for pigen er datter af en fisker og under Ottes stand. Nu prøver Otte lykken ved at gå i krig.:23-29 

#### Mikkel synker
Mikkel drømmer igen, om et ”stort Stejlt Bjærg”,:30  som han ikke kan bestige, men ned fra hvilket kommer en række unge piger, som alle ligner Susanna. Mikkel hjælper af og til rakkeren Jerck med at flå de værdifulde skind af døde heste. De store blodige kadavere minder Mikkel om en sansemættet hesteslagtning, han oplevede på sin hjemegn, se citat i afsnit Sproget nedenfor.

#### Otte Iversens fald
I København gør man sig klar til det årlige felttog mod svenskerne. Dog ikke Mikkel, som mest bare leder efter noget spiseligt og i øvrigt tilbringer dagene i en krog på kirkegården. Nu falder natten på, og kirkegården forvandler sig i Mikkels fantasi til et tilholdssted for farlige dyr, der vækker Mikkels dødsangst.
Dagen før Otte Iversen skal drage i krig, får han øje på Susanna i hendes fars have. Han forcerer stakittet og passer pigen op.  Flere gange undviger hun ham, men til sidst giver hun efter for hans tilnærmelser, og deres kroppe forenes oppe i hendes ”lille Jomfrukammer”.:39  Mikkel er tilfældigvis vidne til Ottes og Susannas møde. Lidt senere er Otte vidne til, at en mand slår en kvinde ihjel.

#### Stenene bæres af by
Vægteren har også set Otte og Susanna sammen, og mens Otte er draget i krigen, bliver Susanna sat i gabestokken, anklaget for hor. Hendes far har sko med, som han sniger sig til at komme på Susannas fødder, mens rakkeren Jerck har travlt med at gøre de to store sten klar, som Susanna, fri af gabestokken, nu skal bære i et reb over nakken helt ud til byporten. Undervejs på turen ser en ungersvend sit snit til at løfte op i Susannas kjole, se Valdemar Andersens illustration. Da Susanna med sin byrde når byporten, slipper hun for stenene, men bliver af retsbetjenten forvist fra København, for ”kom hun inden for Byens Porte nogensinde igen, vilde hun hjemfalde til Loven”.:45  Derfor begiver Susanna og hendes far sig på vej mod Helsingør, hvor de har jødiske venner.
Mikkel følger efter den dejlige pige, men opdager, at Otte Iversen med sin ugerning har ødelagt forholdet for ham. ”Han brød sig ikke om hende mere fra nu af.”:46  Mikkel vil hjem og får plads på et skib til Grenå. På sejlturen drikker han sig fuld sammen med skipperen og er opgivende og ligeglad.:45-48 

#### Hjemkomst
Mikkel Thøgersen kommer fra en ”Dal oppe ved Limfjorden”.:49  Hans far Thøger Smed er glad for at se sin søn igen. Faderen er blevet gammel og Mikkels bror Niels er ved at overtage smedegerningen. I bunden af samme dal ligger herregården Moholm, hvor Otte Iversens mor sidder som enke. Og ude ved fjorden bor fisker Jens Sivertsen med sin kønne attenårige datter Ane Mette, Ottes kæreste. Da faderen spørger Mikkel, om han i København er stødt på Otte Iversen, svarer Mikkel undvigende. Og da far og søn besøger Jens Sivertsen og hilser på hans kønne datter, tænker Mikkel, han kan hævne Ottes ugerning mod Susanna ved at gøre gengæld mod Ane Mette.

#### Længsel
Her ude på landet er der så stille, at Mikkel generes af susen i ørerne. Han keder sig og begynder at tage på fiskeri, sammen med den sindsforvirrede, men i øvrigt godmodige Børre. Om natten bliver man inde, for udenfor lurer farer såsom Lygtemanden. Men Mikkel trodser sin angst for mørket og går ud. Lygtemanden er der ikke, men til gengæld hører han latter oppe fra bakkerne. Han kaster sig ned og kravler hjemad. Hans far fortæller, det er jøven der ler, et slangedyr, som man dør af at se på.

#### Tordenvejret
En nat trækker det op til tordenvejr, og Thøger Smed får sine to sønner til at sikre huset. Da det lyner og tordner allermest, slår et lyn ned i smedjen og vælter ambolten, men tænder ikke ild. Ild ser de derimod fra en bakketop, da uvejret lidt senere er trukket væk: lynene har tændt en halv snes ildebrande. Da Mikkel kigger op i tordenskyen, synes han pludselig, han kan se en hær af ryttere, ”lutter Hestfolk i Firspring, og de jog frem og fældede Lanserne, som Korn bøjer sig for Blæsten”.:63 

#### Hævnen
En aften dukker Ane Mette op ved Mikkels fiskerbåd, og han lokker hende med ud på en sejltur. Da de er kommet et godt stykke fra land, smider Mikkel årerne i vandet. En bestyrtet Ane Mette spørger, hvad han er ude på. ”Jeg vil tage dig fra Otte Iversen”, svarer Mikkel,:65   og så voldtager han hende.

#### Gengældelsen
Han vendte sig endelig igen og saa et Par Øjeblikke paa Otte Iversens Ansigt. Det var slet ingen Ansigt, Trækkene var visket ud og pint sammen mod Midten som paa en Kat, der er bleven kvalt af Røg.
I København går Otte Iversen fra borde med sin hest efter et vellykket felttog i Sverige. På kajen står Mendel Speyer og venter på ham. Han fortæller Otte, at for tre måneder siden brød en vis Otte Iversen ind i hans have og voldtog hans datter. Og nu nedkalder Susannas far alverdens eder og forbandelser over Otte, som flygter ud af byen på sin hest. Otte fortrænger mindet som Susanna og vil straks hjem til Ane Mette, og han rider nærmest uafbrudt, indtil hesten uden for Randers segner under ham og dør af udmattelse. Hjemkommet får Otte at vide af hendes far, at Ane Mette ikke er hjemme, men tjener på en gård i Salling og ikke vil hjem. Han fortæller Otte, hvad Mikkel har gjort, og Otte bliver som forstenet, se citat.

#### Døden
Det er midt om vinteren og en rytter rider hen over den tilfrosne fjord. Under kappen er han nøgen, for det er ”Døden, der er ude at ride”.:72-73  Døden er på vej hjem og går ind hos et par gamle folk, hvor han lægger sig på sengen og ”jamrer med tørre Øjne”.:73 

#### Et gensyn
I januar år 1500 er Mikkel Thøgersen soldat i kong Hans’ felttog i Ditmarsken. Efter en udmattende march gennem Holsten kastes danskerne i kamp mod de overlegne ditmarskere, og Mikkel ser sin ven Clas blive hugget ned. Selv undslipper Mikkel ved at lade sig drive ”med den rivende Strøm, i Snegrød og mellem døde Kroppe”:78  i en grøft. Undervejs får han øje på Otte Iversen, som er blåfrossen af kulde. 

### Den store sommer

#### Axel rider frem
I april 1520 gør Mikkel Thøgersen tjeneste hos biskoppen i Odense, Jens Andersen Beldenak, som holder gilde inden det forestående felttog mod Stockholm. En ”god Snes Svirebrødre”:9 79  er samlede om mad og drikke, samt ”en Glædespige fra Byen, som Bispen havde lejet”.:81  Så dukker rytteren Axel op, med et brev til bispen. Axel skal videre til biskoppen i Børglum, sammen med Mikkel. På vejen fortæller Axel om sin medvirken tidligere på året i slaget ved Bogesund, hvor danskerne slog svenskerne, trods den bidende vinter. 

#### Hjemkomst påny
På et ”Herberge oppe i Jylland”:85  fortæller den toogtyveårige Axel den noget ældre Mikkel, hvordan han for fire år siden af en gammel mand fik en seddel med hebraisk tekst, som afslører hvor i Jylland en skat er begravet. Axel vil finde en døende præst og få ham til at tyde skriften. Historien får Mikkel til at drømme om guld og kvinder.:85-87  De nærmer sig nu Mikkels hjemegn, hvor Axel har et brev til herremanden på Moholm, Otte Iversen. Otte byder Axel indenfor, og da han har læst brevet, fortæller Axel igen om skatten, og det dokument herom, som en vis Mendel Speyer gav ham. Nu spidser Otte ører, og det går op for ham, at Axel er Susannas søn – og også han egen søn, for Axel har ”hans egen Slægts korte Klør”.:89  Hos den gamle affældige Thøger Smed træffer Mikkel og Axel Mikkels bror Niels, som fortæller, at Ane Mette ”er gift i Salling og har voksne Børn”.:92 

#### Consumatum est
Jeg mistede mit Livs sande Foraar i Danmark af Længsel efter Lykken i det fremmede; og derude fandt jeg ingen Lykke, for jeg led overalt af Hjemve efter mit eget Land. Men da Alverden tilsidst lokkede mig forgæves, da var endelig ogsaa Danmark døet ud af mit Hjærte; saaledes blev jeg hjemløs.
Under festlighederne ved Christian 2’s kroning i Stockholm i november 1520 skal Mikkel Thøgersen bringe en vigtig besked til Jens Andersen. Men han er i badstue, sammen med kongen og nogle af hans mænd. Mikkel klæder sig af og går ind i badstuen, hvor han får øje på kongens imponerende skikkelse, se citat. Beskeden ophidser kongen, og efter rådslagning i badstuen bliver Mikkel bedt om at overbringe en kort besked til ærkebiskop Gustav Trolle, de to ord consumatum est. Der er ikke besked tilbage fra ærkebiskoppen, som i stedet spørger Mikkel, hvad han ønsker sig. Mikkel ønsker sig at blive rytter i kongens tjeneste.
Om aftenen står Mikkel æresvagt i rustning ved ballet på slottet. På dansegulvet ser Mikkel Axel ”med en Skønjomfru i Favnen”:97 . Mikkel, som er godt fyrre år, tænker på sit mislykkede liv, se citat.

#### Galejen
Senere på aftenen har Axel fået placeret sig selv og Sigrid, ”den unge Jomfru, som han alene dansede med”,:99  i et mørkt hjørne, hvor han gør kur til hende, men hun vil hellere danse. Og da hendes bror kommer og henter hende hjem, giver Axel sig i stedet til at drikke sammen med Mikkel. Axel får en ide, og de to går ned til stranden, stjæler en robåd og sejler ud til ”den store berømte Karavel, der var lastet med farende frouwen”,:101  et bordelskib fra Lybæk, der ”sejlede med samt sin Ladning rundt til alle de Steder, hvor Landsknægte holdt til i større Styrke.”:101 

#### Historiens fælde
Næste morgen har Axel og Mikkel tømmermænd, og Axel mindes hvordan Mikkel om natten på skibet i sin brandert havde ligget og jamret, ”fortrukken i Ansigtet som en Misdæder paa Pinebænken”.:103  Fra vinduet kan de se fornemme adelsfolk gå mod slottet, og Mikkel skynder sig afsted på arbejde. Imens drømmer Axel om Sigrid, som han dansede med aftenen før, men så dukker Lucie op på hans bopæl, den prostituerede, han var sammen med på bordelskibet. Mikkel står vagt på slottet med de mange fine svenske gæster og bliver her vidne til ærkebiskop Gustav Trolles bizarre rettergang, hvor et antal af Sten Stures adelige støtter arresteres, anklaget for kætteri. Imens sidder bagmanden kong Christiern alene i et rum ved siden af.

#### Lucie
Da Axel og Lucie har elsket, falder Axel i søvn og drømmer, han flyver afsted sammen med Sigrid. Senere i drømmen flyver Axel hen og lander på lykkens skib, som er fyldt med kvinder fra hele verden, se citat. Da han vågner, kan han fra sit vindue se, man har rejst et skafot på torvet og soldater står opstillet. Der er udgangsforbud.

#### Blodbadet
Der laa mange Hoveder nu, de sad paa den blodige Jord som Svømmere, der træder Vande. Blodet flød ud over Torvet og dannede en Figur som et kæmpestort Bogstav.
Denne formiddag er byen ganske stille, men ved middagstid dukker alle de fine gæster fra aftenen før op på pladsen, ikke til hest, men til fods og nu ordnede efter rang. Ærkebiskop Matthias af Strengnæs er den første, som halshugges. Så halshugges de andre bisper, så adelsmændene og ”tilslut Stokholms myndige Borgmestre, Raad og Rigmænd”,:113  se citat.
Samme aften hører Axel trin på loftet, og da han går op for at kigge efter, har en ung svensk adelsmand søgt tilflugt der. I det samme kommer en soldat buldrende op ad trappen og går hen og stikker adelsmanden ned. Senere tænker Axel tilbage på en kold nat sidste vinter i Tiveden-skoven, hvor den danske hær hørte om Sten Stures død. Næste morgen vågner Lucie tidligt. Hun stjæler dokumentet om skatten fra ”Hornkapslen, som Axel havde om Halsen” og lister bort.:119 

#### Miserere
Og hvordan gik det dig, hvad blev der af den fødte Mildhed i dit Hjærte, den dybe Trang til at bruge Godhed mod alle, der holdt dig søvnløs i din Ungdom? Livet vilde ikke forløse din overmægtige Trang til Lykke, det nødte dig til Had, Hævn, og du blev hjemløs.
Mikkel går rundt i Stockholm, hvor der er en stemning af stilhed, sorg og usselhed. I en kirke understreger orglet stemningen, og Mikkel mærker, hvordan hans eget liv har vendt sig til det værre, se citat. Han mærker også de dødes skuffelse og jamren, for ”de havde ikke andet end ondt, mens de levede”:123 

#### Den lille skæbne
Mens Axel svinger pigerne i dansen, ligger Mikkel alvorligt syg. Efter at have besøgt sin syge ven støder Axel på gaden på Sigrid, som han har ledt efter. Han danser med hende, og hun flirter med ham, og få dage senere er de forlovet. Axel fortæller Sigrid og hendes skeptiske familie om sin skat. En aften støder Axel på en anden ung kvinde, sortklædt, stille og grædende, og hun følger med ham hjem. Næste morgen går hun igen. ”Hun var hos ham uden at sige et eneste Ord”.:129  Da Axel igen besøger Mikkel, er han døende. Mikkel spørger, om han skal læse den hebraiske tekst på Axels seddel for ham, men Axel afslår med ordene ”du skal se, du kommer dig, Mikkel!” og forlader ham. Mikkel føler had mod Axel, og kort efter er han rask igen.  

#### I urskoven
Få dage efter sit bryllup med Sigrid rider Axel sig en morgentur, og en indskydelse får ham til ikke at vende hjem til Sigrid, men i stedet ride mod Danmark, og den pige Kirsten, han kendte der i fjor. Der er langt fra Stockholm til Danmark, og for at skyde genvej rider Axel bort fra vejen og ind i skoven. Da terrænet efter en tid bliver uvejsomt og han må stå af hesten og trække den, og det bliver sen aften, finder han nattely hos en brændehugger ved navn Kese. Ved synet af Keses datter Magdalene glemmer Axel både Sigrid og Kirsten, og snart er han forlovet med Magdalene.
Hen på vinteren begyndte det at knibe med maden hos brændehuggerens, og man enes om at slagte Axels hest, nu han ikke længere har brug for den. Efter slagtningen holder de tre ædegilde i tre dage. Men da det bliver forår, kommer Axel igen i tanke om Kirsten: ”Samme Dag gik Axel fra Keses Hus”.:138 

#### Kapslen
Axel, Bastarden:139 

Axel, den harmløse:139 

Axel, den sorgløse:150 
Ingers Mor blev syg, da jeg talte om dig, bemærkede Axel let leende som en Pudsighed. Kom nu! Du maa gøre hende rask igen.
Et års tid efter sit bryllup er Axel nået til Danmark, og her havner han i Salling, hvor han forlover sig med en rig bondedatter ved navn Inger. På samme tid er Mikkel Thøgersen på den samme egn, og fra sin krovært får Mikkel at vide, at Ingers mor er den Ane Mette, som Mikkel voldtog dengang, og at Inger derfor er Mikkels datter; hun er nemlig ikke bondens datter. Der er stort forlovelsesgilde på gården, og Mikkel nærmer sig nysgerrigt, men forsigtigt. Han bliver dog opdaget, og Axel kommer ud fra festen, glædes over gensynet med Mikkel og inviterer ham med ind, så han kan se Ane Mette og Inger, se citat. Mikkel er fristet, men afslår invitationen. I stedet følges Axel næste dag med Mikkel på begyndelsen af hans videre færd, og da de er blevet alene på heden, ”tog Mikkel sin Hævn”::143  han trækker sit sværd og hugger Axel i knæet. Så tager Mikkel kapslen med dokumentet, som Axel altid har hængende om halsen, men kapslen er tom.

#### Hjemfalden
Axel bliver kørt hen på en kro, og her ligger han med stærke smerter i knæet. Badskæren Zakarias kommer og ser til knæet, og under stærke smerter åbner han med kniv knæet op og kommer en sort salve på og lægger forbinding. Axel kæmper med smerterne og sover kun lidt den nat. Zakarias kigger misfornøjet på såret og lægger ny forbinding, mens han fortæller mærkelige historier fra tyske byer, han har besøgt, bl.a. om en pige som kom til ham for at købe rottegift til sin mand. Senere findes pigen død: hun er gravid og har spist rottegift. Axel kommer til at tænke på Inger, og han ”vendte Ansigtet mod Væggen, han holdt sit Vejr og græd”.:149 

#### Den danske død
Mikkel opsøger Axel på hans dødsleje og beder om tilgivelse, men Axel svarer ham ikke. Axel savner Inger og hendes familie på dødslejet.  Lige før han dør, sejler Axel igen, som den nat i Stockholm med Lucie, på lykkens skib og når frem til det smukke og harmoniske lykkens land.

#### Kongen falder
Der var Forestillinger, Erindringer nok der kunde hjælpe til at nedslaa Kongen, Erfaringer fra alle de Aar, han havde staaet for Styret. Uendelig Møje, Skuffelser, daglig Udregning og Anspændelse ti Aar igennem. Sverig havde han erobret to Gange med Sværdet, det havde kostet ham dyrt og uopretteligt i mange Henseender, og nu var han lige nær. Danmark havde han ofret sine Evner til det yderste, Nætter og Dage, de takkede ham for det ved at afsætte ham som en utro Forvalter. Var der da noget at stille op med disse Folk, som ikke vilde?”
I begyndelsen af 1523 må kong Christiern betale prisen for godt to år tidligere at have stået bag Blodbadet i Stockholm, som skaffede ham mange fjender. Han har nu mistet Sverige, og hans farbror har haft held til at vinde Jylland for sig, så at Christiern nu kun regerer på øerne. Den 10. februar om aftenen sejler den slagne konge med sine mænd fra Høneborg på Jyllandssiden af Lillebælt over til Middelfart. Men midt i bæltet får tanken om alligevel igen at kunne stå i spidsen for ”det enige Norden, [forestillende] sig Roligheden og den fuldstændige Anerkendelse, han skulde nyde i Rigernes Midte”:157  ham til at beordre skibet til at vende om. Han drømmer også om, at hans Danmark kan komme til at måle sig både med kong Henriks England og kejser Carls Tyskland. Men da han igen nærmer sig Jylland, svinder hans håb, se citat, og han vender igen om. Men da han i Middelfart er kommet sig lidt og har konfereret med sin støtte Ambrosius Bogbinder, sejler han igen mod Jylland, nu opsat på at give jyderne indrømmelser. Men ved synet af Jylland svigter modet ham påny. Hele natten sejler kongen frem og tilbage, men ved daggry forbliver han på Fynssiden.
Den første udgave og 11. udgave indeholder et afsnit om tvivl i dette kapitel.

#### Skatten
Samme år som Christiern sejler frem og tilbage over Lillebælt indløser fire lejesoldater hos en købmand i Amsterdam en fordring, skrevet på hebraisk, på 30.000 gylden. Købmanden er mistroisk, men dømmes til at udbetale de mange penge, som deles ligeligt mellem de fire. Den ene overfaldes og dræbes samme nat. Den anden graver pengene ned, uden nogensinde at bruge af dem. Den tredje bruger otte år på at spille pengene op. ”Den fjerde gik det ogsaa galt, han døde fra Rigdom, Fester og Fraadseri i sit syv og halvfemsindstyvende Aar.”:162 

#### Inger
Inger savner sin Axel. Det mærker Axel i sin grav, og en nat står han op, tager sin kiste på ryggen og begiver sig hen til Inger. Da hun ser ham, bryder hun i gråd, af lige dele glæde og sorg. Hun vil vide, hvordan han har det i sin grav, og hun vil følge ham ned i den. På kirkegården er solen ved at stå op, og da forsvinder Axel igen for øjnene af Inger, og hun ser ham aldrig mere.:163-166 

### Vinteren

#### Atter hjemkomst
Efter sin pilgrimsfærd til Jerusalem vender Mikkel Thøgersen i september 1534 tilbage til sin fødeegn. Hans far er død for længe siden, men storebror Niels har nu tre voksne sønner. Niels fortæller, der på egnen er uro blandt bønderne, som vil befri kong Christiern fra hans fangenskab på Sønderborg slot og have ham indsat som konge igen. Smeden Niels har travlt med at omdanne bøndernes redskaber til våben, og han mindes, hvordan bedstefaderen 93 år tidligere med økse i hånd faldt i Slaget ved Skt. Jørgensbjerg, hvor bønderne også var i krig med herremændene. :167-171 
Niels har haft besøg af Jakob Spillemand og en lille pige ved navn Ide, han tager sig af. Ide er Ingers datter, og dermed vel Mikkels barnebarn, idet Niels har hørt, at Inger er Ane Mettes datter med Mikkel. Inger døde i barselsseng med Ide, og adspurgt af Niels indrømmer Mikkel, det var ham der slog faderen Axel ihjel.:172-173 

#### Den røde hane
Nu er vi samlet – den du holdt af, og den der holdt af dig, og den du blev gift med. Ane Mette, her er dine Mænd!
Efter at have sat ild til herregårdene dér sejler bønderne fra Salling, med Ane Mettes mand Steffen i spidsen, over til Himmerland, slår følge med de lokale bønder dér og går mod Moholm, som de også nedbrænder. Herremanden Otte Iversen dør, sammen med sin søn. Også Steffen omkommer. Mikkel sætter sig senere mellem de døde, se citat.

#### Nederlaget
[Det stockholmske blodbad] spurgtes gennem Aarhundreder; men der blev ikke jamret farlig meget over de to tusinde Mennesker, som Johan Ranzau gruttede ved Aalborg. Dér blev Bønderne knust saa tilgavns, at ikke en Gang Urettens Historie kunde blive overleveret. Efter den Strid faldt der en svær Stilhed over Jylland.
Mikkels bror Niels Thøgersen går med den sejrrige bondehær mod nord, hvor den under ledelse af  Skipper Klement i oktober 1534 besejrer adelsmændene i Slaget ved Svenstrup. Men nu samles adelsmændene under Johan Rantzau, og ved Aalborg lider bønderne et sviende nederlag, som omfatter en massakre på vendelbo-bønder, se citat.

#### Tiden
Stikkende Vitser, der i hans Frodigheds Dage var undsluppen ham mod Gud og Hvermand, fik han tilbage paa sin Krop, da han blev skrøbelig. De klædte den faldne Guds Mand af til Skindet og salvede ham med Honning og satte ham ud i Solen til Skive for Fluer og Myg.
Johan Rantzaus hær fortsætter sin sejsgang, og i sommeren 1535 såres Gustav Trolle dødeligt i slaget ved Øksnebjerg. København belejres, københavnerne sulter, og da byen året efter overgiver sig, begår borgmester Ambrosius Bogbinder selvmord. En anden af kong Christierns støtter, biskop Jens Andersen Beldenak dør i landflygtighed i Lübeck, efter at være blevet mishandlet af sine fjender, se citat. Og Christiern selv har nu i flere år siddet som fange på Sønderborg slot. Til at opvarte sig har han Mikkel Thøgersen.

#### Jakob og Ide
Da Steffens kone Ane Mette dør, vil Steffen ikke længere tage sig af steddatteren Ingers lille datter Ide, som fra da af følges med Jakob Spillemand. De går på landevejene og tjener penge ved at spiller i byerne for folk, Jakob på violin og Ide på triangel. En sensommer får de skibslejlighed til Helsingør, hvor de tjener godt. En dag bliver der uro i byen, for der passerer tre krigsskibe, hvor ”det midterste af dem førte det røde Flag fra Mastetoppen”.:189  Man bliver klar over, at kong Christiern er ombord, ”men ingen vidste rigtig, hvor han nu agtede sig hen. Kun saa meget anede de allesammen, at nu skulde de miste ham”.:189   Hele byen står på stranden og siger ”Farvel, Kong Christiern”, også en krumbøjet gammel kone, nemlig Susanna.

#### Hjemløs
Jakob Spillemand er taget til Helsingør for at møde Susanna, fordi han har hørt, at Ides far Axel er derfra, idet han er uægte søn af Susanna. Susanna indrømmer dette. Så begiver Jakob og Ide sig igen gennem flere år på vandring, rundt på Sjælland, Samsø, så Jylland, hvor de ved Skagen overrasker en fattig fisker med violinspil, for at nå Vestervig Kirke samtidig med årets første sne.:191-193 

#### På Sønderborg
[Vagten] lyste med Lygten paa Ide og saa, hvor hun var fin og hvid. Da hævede han lumskelig Lygten i Vejret, saa at de stod i Mørke, og tog Ide om Hoften med sin store Næve. Hun kastede sig til Side, og der kom et Brøl fra hende, fra Struben, dybt og raat som fra et ukendt Dyr, det gjaldede under Porthvælvingen og hørtes over hele Slottet.
[Kongen] var kommen til at tænke paa den unge Kvinde, som Ditlev Brokdorp listede ind til ham her for elleve Aar siden, da han havde lagt sig til Sengs og ikke vilde staa op. Han havde unægtelig været lykkelig ved Pigen, som ogsaa var virkelig køn. Men det var syndigt, det var en grov Overtrædelse. Gud beskytte hende, hvor hun saa var!
Da Jakob og Ide i syv år har vandret rundt, mest langs Limfjorden, opdager Jakob, at Mikkel Thøgersen, Ides bedstefar, er på Sønderborg slot hos kong Christiern. Da de når frem til slottet, er Mikkel netop på vej ud på en rejse, og de når kun at se ham ride ud af borgporten. Til gengæld inviterer kongen dem indenfor, så de kan spille for ham, indtil Mikkel er tilbage. Desuden finder kongen behag i at kigge på Ide, se citater.

#### Carolus
Hvorfor ligger han og ser saa elendig ud i Ansigtet? spurgte Mikkel bange og deltagende. […] Det er kun naturligt, svarede Zakarias, det følger med Tænkeevnen. Jeg troede, man blev glad af Klogskab, stammede Mikkel [hvortil Zakarias svarer, at] Visdom fordobler Gaaderne.
I sine samtaler med kong Christiern på Sønderborg slot er Mikkel Thøgersen raget uklar med kongen om, hvorvidt Solen drejer rundt om Jorden eller omvendt; det sidste har Mikkel hørt fra flere kilder på sin pilgrimsrejse. For at få svar på spørgsmålet, drager Mikkel til den kloge mand Zakarias i Lübeck. Den aldrende og tørstige Mikkel når efter mange krobesøg med hvile- og drikkepauser til Lübeck og forelægger Zakarias sit ærinde. En beæret Zakarias byder den tørstige Mikkel på ”stærk spansk Vin”,:206  og noget bedugget får Mikkel nu forevist husets anden beboer, det mærkelige væsen Carolus. Denne alvidende vanskabning, som Zakarias fortæller han har købt af en ”Taterkone” og som er resultatet af kong Christierns affære på Sønderborg slot med ”en Pige af Folket”,:209  er ”det bedste Hoved i Europa”.:209  På ingen tid udregner Carolus kvadratet på et firecifret tal, men da Zakarias stiller ham spørgsmålet om Solen og Jorden, lægger Carolus sig som forpint i fosterstilling og begynder at arbejde, se citat, mens hans frilagte og opsvulmede hjerne ændrer form og farve.

#### Ilden
Se nu! lød det i vildeste Ophidselse, se nu, se, se! Aarerne havde aabnet sig, og det sorte Blod krøb ud som Orme, der væltede sig i Ilden. Hovedet revnede paa flere Steder og begyndte at forkulle, der satte sig smaa Flammer rundt om paa det. Men ovenover det falmede Ilden snart og blev grøn som Edder, snart blussede den og løb i røde Hvirvler.
Den nat ligger Mikkel fuld og syg på sin kro og taler i vildelse, om sine oplevelser hos Zakarias. Værten går til politiet og melder Zakarias for kætteri, og straks bliver han og Carolus anholdt. De bliver dødsdømt og to dage senere brændt på bålet. Hele byen kigger på, også Mikkel. Da bålet tændes, spørger Zakarias ud i mængden: ”Er Mikkel Thøgersen her tilstede?”:213  Mikkel svarer ikke, men gemmer sit ansigt. Lige før han dør, fremsiger Zakarias et vers af Ovid, se afsnit Digte nedenfor. Folkemængden bliver stærkt opskræmt ved synet af Carolus’ opsvulmede hoved, der brænder i bålet, se citat.

#### Vinterens røst
Han vidste ikke af, at han havde noget Barnebarn, han havde aldrig haft noget Barn, han havde ikke været gift. Han var alene. Han laa mere ensom end den, der dør barnløs, han var dobbelt alene. Skønt Ane Mette var den, han holdt af, havde hans Længsel aldrig været hjemme hos hende. Det var gaaet ham saadan, at han mistede netop den Kvinde, han fik!
Mikkel vender slukøret og skamfuld hjem til Sønderborg slot og den nysgerrige konge, som han må binde en historie på ærmet om, at han var blevet syg i Lübeck og derfor måtte tage hjem i utide. Syg er Mikkel rigtignok, ”han var sengeliggende hele Vinteren og Foraaret til sin Død i Marts Maaned”.:217  For at opmuntre Mikkel, præsenterer kongen ham for sit barnebarn, ”lille Ide”,:217  men Mikkel vil ikke kendes ved hende, han vender nærmest ryggen til verden, se citat. 
Livet på slottet er ensformigt, og når den altid morgengnavne konge op ad dagen er blevet i bedre humør, lader han Mikkel underholde sig med krigshistorier, for ”Mikkel havde været med i alle de store, berømte Slag, der havde staaet i Evropa i den sidste Menneskealder”.:218  Eller det er i hvert fald, hvad Mikkel lader kongen tro.
Det er isvinter, og sundet mellem Als og Jylland fryser til. Især om nætterne lyder der høje drøn fra isen, hvilket forstærker Mikkels tinnitus og forskrækker ham, så kongen må berolige ham: ”Det er bare Isen, Mikkel”:220  Isens drøn forskrækker også en af kongens livvagter, som søger tilflugt hos sin ”stumme Elskede”, nemlig Ide, som også elsker ham.:221 

#### Grotte
Kort før sin død hjemsøges Mikkel af voldsom tinnitus, som ”Lyden af en Stenkværn”.:222  Det er Fenja og Menja, der maler på deres kværn Grotte, mens de synger, Fenja om rare ting og Menja om væmmelige ting. Senere synger de sammen, om en kommende vinter med evige nætter, se citat.

#### Spillemandens afsked
Kongen er fortvivlet, da Mikkel dør. Også den tørstige Jakob Spillemand er fortvivlet, og giver sig til at drikke voldsomt, så at han begynder at se syner, i form af rotter og kæmpekaniner. Til St. Hans synger Jakob en ”splinterny Vise”,:227  han har skrevet, men næste morgen har han hængt sig i et træ.

## Oversigt

### Foraarets Død
|    | Kapitel             | Tid                              | Sted | Personer                                                                  | Kommentar                                                                  |
| -- | ------------------- | -------------------------------- | --- | ------------------------------------------------------------------------- | -------------------------------------------------------------------------- |
| 1  | Mikkel              | aften, 1497                      | Serritslev, Nørreport                                                                                           | Mikkel Thøgersen, Otte Iversen, Clas                                      | Samme miljø (kroscene med landsknægte) som himmerlandshistorien Oktobernat |
| 2  | København ved Nat   | natten efter 1497                | København, Pilestræde, Hyskenstræde                                                                             | Mikkel Thøgersen, Ove Gabriel, Christian 2., Otte Iversen                 |                                                                            |
| 3  | Drømmeren           | majdag 1497                      | København og "ude ved Søerne" og uden for Vesterport                                                            | Mikkel Thøgersen, Jens Andersen Beldenak, Otte Iversen                    |                                                                            |
| 4  | Foraars Smærte      | pinsedag og nat, maj 1497        | København, Uden for København, St. Nikolaj Kirkegård, Østergade, Vestergade, Nørreport, i beretning: Himmerland | Mikkel Thøgersen, Otte Iversen, i beretning: Ane Mette                    |                                                                            |
| 5  | Mikkel synker       | 1497, og tidligere en vinter     | kirkegård i København, rakkerkule udenfor Vesterport, erindring til hjemegnen (Himmerland)                      | Mikkel Thøgersen, Jerck, Anders Graa                                      | Hesteparteringen                                                           |
| 6  | Otte Iversens Fald  | 1497                             | København, Pilestræde                                                                                           | Mikkel Thøgersen, Otte Iversen, Susanna, Hamborg-Lotte                    |                                                                            |
| 7  | Stenene bæres af By | 1497                             | København, vejen til Helsingør                                                                                  | Mikkel Thøgersen, Susanna, Mendel Speyer, Hamborg-Lotte, Jerck            |                                                                            |
| 8  | Hjemkomst           | høbjergningstid 1497             | Jylland | Mikkel Thøgersen, Thøger Smed, Niels Thøgersen, Jens Sivertsen, Ane Mette |                                                                            |
| 9  | Længsel             | sommer, august 1497              | Himmerland | Mikkel Thøgersen, Thøger Smed, Børre, Jens Sivertsen                      |                                                                            |
| 10 | Tordenvejret        | 1497                             | Himmerland | Mikkel Thøgersen, Niels Thøgersen, Thøger Smed                            |                                                                            |
| 11 | Hævnen              | september 1497                   | Himmerland, Hvalpsund                                                                                           | Mikkel Thøgersen, Ane Mette                                               |                                                                            |
| 12 | Gengældelsen        | oktober 1497                     | Københavns Brygge, Vesterport, Roskilde, Sorø Skove, Himmerland, Korsør, Fyn, Lillebælt, Jylland                | Otte Iversen, Jens Sivertsen                                              |                                                                            |
| 13 | Døden               | vinter                           | Hvalpsund | Den personificerede død                                                   |                                                                            |
| 14 | Et Gensyn           | 17. februar 1500 og tiden op til | Ditmarsken | Mikkel Thøgersen, Otte Iversen, Clas                                      | Slaget ved Hemmingstedt                                                    |

### Den store Sommer
|    | Kapitel          | Tid                       | Sted                                                | Personer                                                                                                | Kommentar                             |
| -- | ---------------- | ------------------------- | --------------------------------------------------- | --- | ------------------------------------- |
| 1  | Axel rider frem  | april 1520                | Odense, Fyn, Lillebælt, Jylland                     | Jens Andersen Beldenak, Axel, Mikkel Thøgersen, Agnete                                                  | Slaget ved Bogesund nævnes            |
| 2  | Hjemkomst paany  | april                     | Jylland, Graabølle, Moholm, Himmerland              | Axel, Mikkel Thøgersen, Otte Iversen, Niels Thøgersen, Thøger Smed                                      |                                       |
| 3  | Consumatum est   | november 1520             | Stockholm, slot, badstue                            | Mikkel Thøgersen, Christian 2., Jens Andersen Beldenak                                                  |                                       |
| 4  | Galejen          | november 1520             | Stockholm, skib uden for Stockholm                  | Axel, Sigrid, Mikkel Thøgersen, Lucie                                                                   |                                       |
| 5  | Historiens Fælde | 7. november 1520          | Stockholm                                           | Axel, Mikkel Thøgersen, Sigrid, Lucie, Gustav Trolle, Jon Eriksen, Jens Andersen Beldenak, Christian 2. |                                       |
| 6  | Lucie            | november 1520             | Stockholm                                           | Axel, Lucie. I Axels drøm: Sigrid, Christoffer Columbus                                                 |                                       |
| 7  | Blodbadet        | november 1520             | Stockholm                                           | Axel, Lucie, Matthias af Strengnæs, Vincents af Skara, Erik Abrahamsen Leionhufvud, Mikkel Thøgersen    | Det Stockholmske Blodbad              |
| 8  | Miserere         | november 1520             | Stockholm, St. Nikolaj Kirke                        | Mikkel Thøgersen                                                                                        |                                       |
| 9  | Den lille Skæbne | november og december 1520 | Stockholm                                           | Axel, Mikkel Thøgersen, Sigrid                                                                          |                                       |
| 10 | I Urskoven       | december, vinter, forår   | Sverige                                             | Axel, Kese, Magdalene                                                                                   |                                       |
| 11 | Kapslen          | 1522(?) sommer            | Salling (kro og Kvorne), Hvalpsund, Himmerland      | Mikkel Thøgersen, Axel. Ane Mette og Inger nævnt kort.                                                  |                                       |
| 12 | Hjemfalden       | 1522(?) sommer            | Himmerland, Graabølle                               | Axel, Zacharias                                                                                         |                                       |
| 13 | Den danske Død   | 1522(?) sommer            | Graabølle, Himmerland                               | Axel, Mikkel Thøgersen                                                                                  |                                       |
| 14 | Kongen falder    | 10 februar 1523           | Lillebælt                                           | Christian 2., Mikkel Thøgersen                                                                          |                                       |
| 15 | Skatten          | 1523 og tiden efter       | Amsterdam, Turin                                    | Unavngiven jødisk købmand og fire tyske landsknægte                                                     |                                       |
| 16 | Inger            |                           | Graabølle Kirkegård, Himmerland, Salling, Hvalpsund | Axel som genfærd, Inger                                                                                 | Inspireret af folkevisen Aage og Else |

### Vinteren
|    | Kapitel            | Tid                                                 | Sted                                                                   | Personer                                                                                          | Kommentar                                                |
| -- | ------------------ | --------------------------------------------------- | ---------------------------------------------------------------------- | ------------------------------------------------------------------------------------------------- | -------------------------------------------------------- |
| 1  | Atter Hjemkomst    | september 1534                                      | Himmerland                                                             | Mikkel Thøgersen, Niels Thøgersen, Niels Thøgersens tre sønner                                    | Optakt til Clementsfejden                                |
| 2  | Den røde Hane      | efteråret 1534                                      | Himmerland                                                             | Steffen i Kvorne, Søren Brok, Mikkel Thøgersen, Jens Nielsen, Otte Iversen                        | Clementsfejden                                           |
| 3  | Nederlaget         | efteråret 1534, 16. oktober 1534, 18. december 1534 | Himmerland, Svenstrup, Aalborg                                         | Niels Thøgersen, Thøger Nielsen, Anders Nielsen, Mikkel Thøgersen, Skipper Klement, Johan Rantzau | Clementsfejden, Slaget ved Svenstrup, Stormen på Aalborg |
| 4  | Tiden              | 1535, 1536, 1537                                    | Øksnebjerg, København, Lybæk                                           | Gustav Trolle, Ambrosius Bogbinder, Jens Andersen Beldenak                                        | Slaget ved Øksnebjerg og belejringen af København        |
| 5  | Jakob og Ide       |                                                     | Salling, Grabølle, Moholm, Jylland, Aalborg, Skagen, Grenen, Helsingør | Jakob, Ide, Susanne                                                                               | med sangen "Gi Husly til to Persowner"                   |
| 6  | Hjemløs            |                                                     | Helsingør, Sjælland, Samsø, Jylland, Kvorne, Skagen, Grenen            | Jakob, Ide, Susanna, (Sørine)                                                                     |                                                          |
| 7  | Paa Sønderborg     | oktober 1543                                        | Danmark, Bjørnsholm, Alssund, Sønderborg, Sønderborg Slot              | Jakob, Ide, Bertram Ahlefeld, Mikkel Thøgersen, Christian 2.                                      |                                                          |
| 8  | Carolus            |                                                     | Sønderborg, Slesvig-Holsten, Lybæk                                     | Mikkel Thørgersen, Zacharia, Carolus                                                              |                                                          |
| 9  | Ilden              |                                                     | Lybæk                                                                  | Mikkel Thøgersen, Zacharias, Carolus                                                              |                                                          |
| 10 | Vinterens Røst     |                                                     | Sønderborg Slot                                                        | Christian 2., Mikkel Thøgersen, Ide, Jakob                                                        |                                                          |
| 11 | Grotte             |                                                     | (Sønderborg slot)                                                      | Mikkel Thøgersen, Fenja og Menja                                                                  | Mikkel Thøgersens natlige tinnitus og Grottesangen       |
| 12 | Spillemands Afsked |                                                     | Sønderborg slot                                                        | Mikkel Thøgersen, Christian 2., Jakob Spillemand                                                  | med sangen "No wil a sej Jer Godnat"                     |

## Analyse

### Baggrund
Johannes V. Jensen gik på Viborg Katedralskole og havde der haft Arnold Heise som lærer.
Historikeren Lars Bisgaard har betegnet Heise som "en af sin tids bedste historikere".
Heise blev doktor i 1877 på en afhandling om Christian den 2. og hans angreb på Norge i 1531 og 1532,
og Heises bidrag til Danmarks Riges Historie om Christian 2.s tid er med Bisgaards ord "stadig noget af det bedste der er skrevet om kongen".
Det første tiltag til Kongens Fald mener Oluf Friis at kunne spore til 1893 og en tænkt middelalderroman med pesten som tema.
I et brev til folkemindeforskeren Evald Tang Kristensen dateret den 18. oktober 1893 havde Johannes V. Jensen spurgt efter oplysninger omkring den sorte død. Her hed det blandt andet:
| „ | Det der er mig om at gøre er Interieurer fra gammel Tid, Levevis, Klædedragt, Anskuelser o.s. v. Kunde jeg endvidere faa fat i nogle Personalia, topografiske Beskrivelser særlig med Hensyn til Himmerland, ja endog Sagn, vilde det glæde mig meget. Jeg henvender mig til Dem som den mest competente i den Retning. Paa Universitetsbibliotheket fandt jeg kun rent medicinske Oplysninger om Pesten. | “ |

Flere bøger har været tilgængelige for Jensen. 
Bindene i første udgave af historikeren Troels-Lunds Dagligt Liv i Norden blev udgivet i årene 1879 til 1901.
A.D. Jørgensens 40 Fortællinger af Fædrelandets Historie kan også have været tilgængelig for Johannes V. Jensen. Jørgensen har to kapitler om Christian 2., — det ene om hans fangenskab i Sønderborg. Her hedder det: "Til selskab måtte han [Christian 2.] nøjes med en gammel krigsmand, der morede ham ved at fortælle om sine eventyrlige oplevelser".
Første del, Foraarets Død, blev påbegyndt i vinteren 1899/1900 mens Johannes V. Jensen var hjemme ved forældrene i Farsø.
På det tidspunkt havde han valgt at splitte romanen i tre dele.
Han skrev til sin forlægger Ernst Bojesen den 17. januar 1900:
| „ | Jeg har delt Stoffet (Kristiern 2.) i tre Dele. Skulde de tre Bøger (der er uafhængige af hinanden og dog Fortsættelse) finde Læsere, kunde de maaske siden oplægges paany under et. De bliver ikke saa store. I Marts kommer jeg til Byen, læser Korrektur paa 1. Bog og snuser i Biblioteket til de to næste. De skal være færdige til Oktober. | “ |

### Tider
Tekstens tidsperioder kan bestemmes ud fra de historiske referencer og de datoer der sparsomt nævnes.
På trods af at årstider indgår i titlerne på delene af Kongens Fald (forårets død, den store sommer, vinteren) er handlingen i delene ikke begrænset til de årstider.
Det første årstal der nævnes er 1500 i Et Gensyn, det sidste kapitel i første del. Slaget der skildres i kapitlet, Slaget ved Hemmingstedt, var den 17. februar 1500.
I dette kapitel fortælles at "Clas mindede Mikkel om den Aften i København for tre Aar siden".
De første kapitler må således kunne fæstes til året 1497.
I kapitlet Mikkel synker er erindringen om hesteparteringen bagud i tid til en vinter i hjemegnen, "Han var kommen til at huske den Gang, Anders Graas Hest blev syg og kunde ikke leve — derhjemme paa Egnen."
Årstallet for erindringen nævnes ikke men i kapitlet København ved Nat hører man at Mikkel Thøgersen har haft Ove Gabriel som bofælle i tre år: "Mikkel Thøgersen havde haft dette uomskiftelige laudable Ansigt foran sig i tre Aar".
Hastigheden hvormed der fortælles varierer mellem kapitlerne.
I første kapitel foregår handlingen over en enkelt aften fra skumringen til inden byportene bliver lukket, mens det korte kapitel Skatten summarisk fortæller om fire landsknægtes liv over henved en menneskealder.
I teksten Vor Oprindelse fra 1941 kommenterer Johannes V. Jensen den traditionelle hovedinddeling af historien i oldtid, middelalder og "den nyere tid".
Med denne hovedinddeling kommer Kongens Fald netop til at foregå i kulturskellet mellem middelalder og "den nyere tid", hvor Johannes V. Jensen nævner renæssancen, reformationen og Amerikas opdagelse som kilder til den nyere tid.

### Personer

#### Mikkel Thøgersen
Carl Bloch malede i 1871 et billede af sagnet om den indespærrede Christian 2, der går rundt om et bord. I baggrunden ses en tjener. Johannes V. Jensen har haft dette billede i tankerne, da han skrev om Mikkel Thøgersen.
I kladden hed personen oprindeligt Jesper Pedersen eller Jesper Petri.
Der er sammenfald mellem Mikkel Thøgersens og forfatterens liv.
Begge var de jyder og studerende ved Københavns Universitet.
Begge stoppede også på universitetet.
Sidst i kapitlet Drømmeren hedder det: "Nogle dage efter blev Mikkel Thøgersen, ogsaa kaldet 'Storken', pludselig og uden Varsel relegeret fra Københavns Universitet."
For Johannes V. Jensens vedkommende var det efter eget valg at han i 1896 opgav medicinstudiet.
Begge er også skribenter:
Mikkel Thøgersen er "Ophavsmand til latinske Oder og Distika" hører man om i første kapitel.
Johannes V. Jensen led af en ørelidelse, — en ringen for ørerne, tinnitus.
Selv mente han at der var tale om Ménières sygdom, mens Oluf Friis mente at der var tale om otosklerose.
Om Mikkel Thøgersen øredefekt hedder det "Det ringer saa voldsomt for mit venstre Øre" i kapitlet Vinterens Røst og hele kapitlet Grotte udspringer af Mikkel Thøgersens tinnitus: "Hver Nat kom en ringende, søndrende Lyd nærmere til Mikkels venstre Øre." er første sætning.
I sin anmeldelse af Thomas Bobergs debutroman Flakker sammenstillede Peter Stein Larsen Bobergs hovedperson med Hermann Hesses Steppeulv og Mikkel Thøgersen og så dem som variationer på "den modernistiske prosas arketypiske helt":
| „ | Den rastløst flakkende, hjemløse, fortænkte og fortvivlede ener, der ikke evner at binde sig til nogen eller noget i tilværelsen, og som i et og alt føler sig fremmed i den sociale midte. | “ |

#### Susanna
Et andet maleri har været inspiration for Susanna.
Johannes V. Jensen selv nævner "et Maleri af Ribera, en dejlig Jødepige, jeg havde set i Madrid."
Det vides ikke med sikkerhed hvilket Ribera-maleri han henviser til, men Oluf Friis gætter på at der er tale om et maleri af Maria Magdalene, nærmere bestemt maleriet på Pradomuseet Magdalena penitente fra 1641.
I kladden hed Susanne oprindeligt Bodil, og hun var formodentligt tænkt som en jysk pige fra hjemegnen.
Leif Nedergaard ser skiftet til Susanne som forfatterens "positive fascination af folk af jødisk byrd".
Johannes V. Jensens tekst Esther kredser også om en jødisk pige. Denne tekst blev udgivet i 1903, et par år efter Kongens Fald.
Kombinationen af en ung jysk mand af kristen baggrund med et forhold til et ung københavnsk kvinde med rig jødisk baggrund ses også i Henrik Pontoppidans samtidig roman Lykke-Per.

#### Zacharias
Zacharias er inspireret af Herman Bang.
Leif Nedergaard har en optegnelse fra Johannes V. Jensen der stammer fra nytår 1942 – 1943:
| „ | Jeg havde ikke personligt imod Herman Bang, kendte ham kun fra en enkelt Lejlighed da jeg havde besøgt ham i Anledning af et Julehæfte han var Redaktør af og som jeg havde skrevet et Bidrag til. Han var meget skikkelig at tale med, ikke en Gang affekteret, men jo i sig selv sær; hele hans fremmedartede Fremtoning gik omgaaende, det var i 99, over i "Kongens Fald", den middelalderlige Adept og Markedsgøgler Zacharias, hvis det kan more Nogen at vide det. | “ |

Bidraget som Johannes V. Jensen henviser til er novellen Nifingeren, der senere skulle blive til Himmerlandshistorien Julefred.
I et brev havde han også skrevet:
| „ | Indtrykket af det mærkelige Menneske gik lige over i Bogen, jeg kort efter skrev. Zacharias maa man bedømme som man synes, fra min Side er Figuren ikke ment usympatisk. | “ |

Den vurdering er dog diskutabel.
Udseendet af Zacharias er negativt ladet.
I kapitlet Hjemfalden hedder det:
| „ | Han var graabrun og vissen i Huden, de flade Læber var skimlede, Gummerne og de halvraadne Tænder saa ud, som havde han drukket ædende Syrer. Øjnene skinnede i det røde, og der var krudtblaa Skygger under dem, Haaret lignede Hø, som er bleven fordævet af Fugt, selv det lille Overskæg var jordslaaet i Kuløren ligesom gæret Hø. Han var rap i Vendingen som et Firben, Zacharias, de mørke Hænder saa ud til at have været i mange Slags Svinerier. Og der var en Lugt ved ham, en tør og harsk Lugt som den, Padder og andre Krybdyr udsondrer. | “ |

Johannes V. Jensen gjorde nogle år senere efter udgivelsen af Kongens Fald et sårende udfald mod Herman Bang i Politiken-artiklen Samfundet og Sædelighedsforbryderen der var kritisk mod homoseksualitet. Her havde Johannes V. Jensen nævnt Bang anonymt, men genkendeligt:
| „ | En meget kendt Forfatter, der iøvrigt foruden at være abnorm ogsaa har vist Talent, er naaet til i disse sidste Dage at staa frem og snakke om Landets Forsvar. Staklen der næppe nogensinde har haft et Vaaben i sin Haand, lider formodentlig i Øjeblikket af platonisk Kærlighed til en Løjtnant. | “ |

#### Ingers spøgelse
Sidste kapitel i anden del, Inger, der skildrer Ingers syner om sin døde kæreste Axel,
er tæt inspireret af folkevisen Aage og Else.
Både kapitlet og folkevisen beskriver en grædende kvinde i sorg over sin døde elskede, hvilket den døde hører fra graven, rejser sig og bærer kisten til kvindens bolig.
Da manden står udenfor beder kvinden ham at sige Jesu navn, i visen "Ja, kan I Jesu Navn nævne, / saa kommer I ind"
og i romanen "Kan du nævne Jesu Navn?".
Indenfor reder kvinden mandens hår, mens han trøster hende.
Han siger at når kvinden synger, har han det godt i sin grav og i begge værker nævnes roser: "da er min Grav for inden omhængt / med Rosensblad" og "Jo min Kiste er fuld af Roser, jeg sover paa Roser i Himmerigs Mørke." Omvendt er det når kvinden er i sorg for da fyldes kisten med "levret Blod".
Da det bliver morgen går manden og kvinden til kirkegården, hvor manden stod op fra.
Manden beder kvinde om at se op til himlen og mens kvinden ser da forsvinder manden i jorden igen:
"i Jorden slap den døde Mand, / hun ham ej saa’" og "Og den døde Man slap i Jorden. Hun saa ham ikke mere".
Jensen lader fortællingen i kapitlet slutte her, mens folkevisen fortsætter med at berette at kvinden bliver syg og dør kort efter.
Den usædvanlige ordkombination "saa saare" fra folkevisen genbruger Jensen i romanen. I visen hedder det "Saa saare græd Jomfru Elselille", mens romanen har "Hun redte saa saare, og Axel bøjede Panden imod sin Elskede."
Udover Inger-kapitlet har folkevisen også inspireret Harald Kidde til romanen Aage og Else fra 1902–1903,
altså nær samtidig som Kongens Fald.
Senere skrev Arne Herløv Petersen digtet Aage og Else om sammen emne og hvor man læser om "det levrede blod".

### Narrativ struktur
Den fremadskridende handling i historien går til tider i stå, "springer fra det ene til det andet" med Lars Handestens ord og bliver til en fragmentarisk fortælling,
der har fået prædikatet punktroman.
I kapitlet Hjemfalden kommer der flere historier-i-historien, hvor Zacharias er fortælleren. Den ene er en ambivalent "legende", der både kan læses som en munks rejse til Jerusalem og som en vandring over en kvindekrop fra øjnene (to klare Søer) til skødet (Jerusalem).
I størsteparten af kapitlet Lucie forlades den primære fortælling og læseren føres ind i Axels drøm.
Der er flere steder i teksten hvor der refereres bagud i tiden.
I kapitlet Mikkel synker flytter Mikkel Thøgersens erindring om en hesteslagtning fortællingen bagud i tid fra foråret 1497 ved København til en vinter for år tilbage i Himmerland: "Han var kommen til at huske den Gang, Anders Graas Hest blev syg og kunde ikke leve — derhjemme paa Egnen."
I Foraarets Smærte beretter Otte Iversen om sit møde med Ane Mette til Mikkel Thøgersen, hvor fortællingen referer til begivenheder op til fem år før: "Jeg har kendt ... vi har kendt hinanden i over fem Aar, sagde Otte Iversen, lige fra jeg var Dreng."
En krovært beretter kort i kapitlet Kapslen om et bryllup. "Det var begyndt Dagen før".
Andre steder i teksten ændres fortællingen med et stilbrud hvor forfatteren kommer med betragtninger om fortællingen, en slags verfremdungseffekt.
Det sker i Et Gensyn hvor der skrives "De spillede talentfulde Dramaer i fordums Tid. Læg Mærke til Fabelens vittige Antitese — disse Riddersmænd, der i virkelig retfærdig Tro paa Overmagten lægger Pansret i Trosvognen og bryster sig med Guldkæder paa; [...]".

### Sproget
Sproget i romanen er ofte fremhævet.
Det er kaldt "et uovertruffet sanseligt sprog" og romanen er "med et fuldstændig fascinerende billedsprog", hvor "Siderne flyder nærmest over med smukke metaforer".
Iben Tandgaard har ser det som et historisk præget sprog hvor "en vellykket blanding af sprængt, moderne lyrisk tone og middelalderdansk har et sprogligt univers, der er helt sit eget."
Sproget i de blodige scener fremhæves og særligt hesteslagtningen.
I slutningen af 5. kapitlet (Mikkel synker) fra Foraarets Død hedder det:
| „ | Rakkeren vred Anders Graas Hest om paa Ryggen og begyndte at aabne den. Blodet laa i en stor brun Pøl, der smeltede sig ned i Sneen, den blegrøde Fraade frøs snart til Is. For hvert Snit af Kniven vældede en Farve ud af den dampende Hestekrop, Kødet spillede i dejlige blaa og røde Farver. Og se Trævlerne blev ved at røre sig, fare sammen og skælve mod Frostluften, de overskaarne Muskler krympede sig som Orme i den svirpende Ild. Det lange Luftrør kom for en Dag, Kindtænderne laa synlige som fire Linjer mystiske Bogstaver. Der kom en fin lyserød Hinde frem, den var mønstret med mangfoldige blaa Aarer som et flodrigt Land set højt oppe fra. Da Brystet blev aabnet, var der ligesom en Hule; store hvidblaa Hinder hang ned, brunt og sort Blod kom ud af Smaahuller i de aarede Vægge, det gule Fedt stod fra Loft til Gulv i langelige og drivende Klaser. Leveren var mere brun end alt andet brunt i Verden, Milten kom tilsyne blaa og skimlet som Natten og Mælkevejen. Og der var mange flere skære Farver, blaa og grønne Indvolde, teglstenrøde og okkergule Dele. Alle Østerlands frodige, raa Farver; gult som Ægyptens Sand, tyrkisblaat som himlen over Evfrat og Tigris; alle Orientens og Indiens ublu Farver blomstrede ud midt i Sneen under Rakkerens skidne Kniv. | “ |

Erik Skyum-Nielsen karakteriserer dette sted som "et lysende kernested i dansk litteratur" og "et formidabelt stykke prosa-lyrik: en henført sang til kødet og kroppen, en ekstatisk hyldest til skønheden i det rå forfald, til livets enhed af rigdom og gru."
Hesteslagtningen citeres i Christina Hesselholdts roman Det skjulte.
I sin beskrivelse af Det Stockholmske Blodbad skriver Johannes V. Jensen, da biskopperne bliver henrettet en efter en: ”Bøddelens Sværd peb og ramte, og han saa et andet Hoved hoppe fra blokken henad Jorden med et Blodsprøjt efter sig.”
Kongens Fald er et af Johannes V. Jensens prosaværker med stort brug af farveord. Nogle af de sammensatte farveord man finder er: turkisblaat, krudtblaa, blodbrune, brunegule, jærngraa, vintergraat, graabrun, musegraa, mosgrønt, ildgul, halmgult, hvidblaa, gulgrøn, rosenrød, blodrød, ræverøde, skoldrøde, kobberrød, vinrøde, kulsort og sodsorte.
Epizeuxis ses hist og her, for eksempel "Jorden er grøn, grøn, [...]" (Den danske Død).
En anden usædvanlighed er bindeordene "og" samt "men" der benyttes som begyndelsesord i en sætning, for eksempel "Og pludselig gik der som en Taage fra Mikkels Øjne, [...]" og "Men Mikkel følte sig befriet trods en hemmelig ond Samvittighed." begge som begyndelsen af afsnit i kapitlet Drømmeren.
I korte passager anvendes du-forfælling,
for eksempel, "Den vældige Evne, du sporede i dig med en Stolthed, som var du den eneste i Verden, den undergraves af Tvivl." og fra Den danske Død: "Du mærker med lukkede Øjne den søde Lugt af Jordens Grønsvær, Landet er blødt og grønt som en frisk Seng i Havet, Fødeseng, Dødsseng."
Man læser også bydemåde uden for dialog: "Og se Trævlerne blev ved at røre sig, fare sammen og skælve mod Frostluften, ..." (fra Mikkel synker).

#### Digte
Romanen indeholder flere digte, dels på plattysk (Ei werd' ich dann erschossen og Gendenkst du nock, es war ein' Nacht in Böhmen) og dels på jysk (Gi Husly til to Persowner og afslutningens digt No wil a sej Jer Godnæt).
De danske dialektdigte blev senere udgivet i digtsamlingen Digte 1906 som Husvild og Godnat!.
Det latinske "Mugit et in teneris formosus obambulat herbis" fra kapitlerne Carolus og Ilden er et citat fra Ovids Metamorphoses.
De latinske verselinjer "Os, dentes, nares, genitalia, brachia dantur / Torturis, quibus adjunge manusque pedes" som forekommer i kapitlet Tiden er oprindeligt fra Jens Andersen Beldenaks klagedigt.
Linjerne er oversat til "Mund, tænder, næse, kønsdele, arme torterede de, / og dertil også hænder og fødder."

### Genre
Genren for Kongens Fald har været diskuteret.
Johannes V. Jensen refererede selv til teksten i 1938 med "hvad der skulde være en streng historisk Roman".
Frithiof Brandt har henregnet den til hjemstavnsdigtningen,
mens Leif Nedergaard mener det er "et bevidst antinaturalistisk værk" og Per Dahl anser den som en symbolsk roman.
Oluf Friis ser den som "i sit Grundlag en naturalistisk-historisk Roman" hvor "Romanens Ramme og realistiske Kunstform er sprængt" og den "hæver sig til Myte".
Sproget har fået flere læsere til at se romanen som poesi
med Kasper Støvrings ord er værket "lyrisk fortættet som ét stort prosadigt".
At romanen kan ses som poesi demonstreres særligt med 9. kapitel ("Grotte") fra Vinteren hvor hovedparten af prosateksten bliver omredigeret til prosadigtet Grottesangen udgivet i Digte 1906 og senere digtsamlinger.
I en omtale af genrehybride værker anså Erik Skyum-Nielsen Kongens Fald som en "blanding af historisk roman, prosadigt, myte og sammenbrudsfantasme".
Som en formeksperimenterende historisk roman henviser Anne-Marie Mai til andre i denne genre: Harald Kiddes Jærnet fra 1918, Emil Bønnelyckes Spartanerne fra 1919 og Fredrik Nygaards Vikingen fra 1920.

### Temaer
Leif Nedergaard finder at Kongens Fald handler "om det almenmenneskelige: kærlighed, død, lykkestræben og skildrer det landskab og bondeliv som endnu i skrivende stund ikke var synderligt ændret."
For Oluf Friis er romanen skildringer der "samler sig til en symfonisk Digtning om Liv og Død, om Lykke og Lykkens Forhærdelse i Trods og Grumhed, om Livsinterferensen."
Johannes V. Jensen har selv forsøgt at forklare hvad romanen handler om.
Før sin jordomrejse der begyndte i 1902 udtalte han til dagbladet København:
"I min store roman 'Kongens Fald' har jeg villet vise, hvorledes et Menneskes Tanker og Handlinger bestemmes ud fra de skiftende himmelstrøg."

#### Tvivl
Tvivlen ses som et hovedtema i romanen, og romanen knytter sig dermed til et andet centralt Johannes V. Jensen-værk, prosadigtet Paa Memphis Station.
Teamet kommer især til udtryk i kapitlet Kongen falder,
hvor en tvivlrådig Kong Christian den 2. sejler frem og tilbage over Lillebælt mellem fynssiden og jyllandssiden fordi han ikke kan træffe en afgørelse. Kapitlet slutter med sætningen
| „ | Nej det staar skrevet, at den der tvivler, altid, altid skal ende med at undlade, han skal ende med at lade den Sag falde, der var Genstand for hans Tvivl. | “ |

De første udgaverne indholder et længere afsnit som har en central diskussion om tvivlen. Det blev fjernet i 1913-udgaven. I afsnittet kunne man blandt andet læse
| „ | Se, danskeren er en tvivler, fordi Danmarks historie er historien om en stærk stammes undergang. Og da nu tvivlen er den eneste sygdom i sjælen, der forværres gennem erkendelse, så er det danskerens skæbne, at netop det yderste, radikale redningsmiddel slår hans håb ihjel for stedse. | “ |

Som en parallel fagbog til Kongens Fald nævnte Kresten Schultz Jørgensen Daniel Kahnemans bog At tænke — hurtigt og langsomt (Thinking, Fast and Slow) i henhold til "analyse og beslutningstagning under ekstremt pres".

#### Religion
Hovedpersonen Mikkel Thøgersen studerer teologi og romanens periode er en religiøs brydningstid med Reformationen.
Religion har dog ikke en fremtrædende plads i romanen.
Da Mikkel Thøgersen overhøres af Jens Andersen Beldenak er det ikke i bibelvers, men i vers af Horats.
Teksten indeholder flere antireligiøse ytringer,
for eksempel "Gud feder de levende, for at de skal falde des alvorligere til Jorden, thi Gud og Satan er en og samme Person."

### Historiske ramme
Da romanen indledes, begynder et oprør i Sverige, og kong Hans udruster en hær, som besejrer svenskerne. Otte, en af bogens personer, kæmper i denne krig. Den næste historiske begivenhed er nederlaget i Ditmarsken i 1500. Kong Hans og hans bror Frederik af Gottorp hyrer en hær af lejesoldater ledet af junker Slentz. Mikkel Thøgersen, en anden af bogens personer, deltager i denne krig. Han overlever som en af de få. Lejesoldaterne lider en krank skæbne, og de fleste bliver dræbt. Nederlaget skyldes militær inkompetence og ditmarskernes brug af digerne og kendskab til terrænet. Størstedelen af hæren bliver nedslagtet i et stort nederlag for den danske konge og markerer begyndelsen til enden på Danmarks stormagtsstatus.
Kongens Fald skildrer jøder i København og Helsingør sidst i 1400-tallet og i begyndelsen af 1500-tallet, og det synes at være anakronistisk.
Normalt sættes jødisk indvandring til Danmark til 1600-tallet med Christian 4.s invitation til sefardiske jøder, der først bosatte sig i Holsten.
Johannes V. Jensen lader jøden Mendel Speyer og hans datter Susanna bo i et hus i Pilestræde.
Da Kongens Fald blev skrevet lå her Carolineskolen som nummer 48.
Afstraffelsen i kapitlet Stenene bæres af By er kendt fra Middelalderens skandinaviske love, så som Riber Ret.
I kapitlet Hjemkomst henvises der til en bondekrig, da det om Ane Mette hedder at "Moderen var Datter til stærke Knud, der blev slaaet ihjel i Bondekrigen."
Om der har været tænkt på en virkelig bondekrig må læseren fundere over, men i 1441 var der bondeoprør som ender med bøndernes nederlag i Slaget ved Skt. Jørgensbjerg i juni det år.
Bogen springer herefter nogle år. Mikkel Thøgersen kæmper som lejesoldat på Europas slagmarker. Danskerne er igen i krig med svenskerne. Christian 2. vinder i isnende kulde et slag ved Tiveden over Sten Sture og de svenske rebeller. Det fejres i Stockholm, og kong Christian krones som konge af Sverige. Under de festlige begivenheder anholdes de svenske stormænd, og omkring 100 af dem halshugges på Stortorvet i Det Stockholmske Blodbad. Denne uret medfører ad åre, at Kalmarunionen ophører, og Danmark og Sverige for stedse er adskilte riger.
Det centrale kapitel Kongen falder omhandler Christian 2.s kamp for at bevare magten i Jylland.
De jyske rigsråder havde sendt et opsigelsesbrev til kongen omkring den 20. januar 1523,
kort omtalt med "Kong Christiern havde faaet Opsigelsen i Ry, hans Stilling var yderlig svær".
Hovedparten af Kongen falder fortæller om kongens skæbnesvangre nat den 10. februar 1523 hvor han tvivlrådig sejler mange gange tilbage frem og tilbage mellem Høneborg Slot og Middelfart.
Johannes V. Jensens kilde til historien er antagelig historikeren C.F. Allen der baserer sig på en krønike skrevet i 1538/1539 af Wolfgang von Utenhof.
Da Utenhof var tidligere kansler for Frederik 1., en fjende til Christian 2., betragter moderne historikere Utenhofs fremstilling som upålidelig.

## Modtagelse og vurderinger
Kongens Fald anses som Johannes V. Jensens hovedværk.
Den vandt en afstemning blandt Berlingskes læsere i 1999 om Århundredets danske bog.
Det var foran Karen Blixens "Syv fantastiske fortællinger" og Martin A. Hansens "Løgneren".
Samme år vandt den også Politikens afstemning om århundredets danske bog hvor 3783 havde stemt den foran Henrik Pontoppidans "Lykke-Per" og "Syv fantastiske fortællinger".
Nogle år senere blev Kongens Fald udvalgt til kulturministeriets Kulturkanon i litteratur. I kanonudvalgets begrundelse hed det: "Kongens Fald er på mange måder en brutal, barsk fortælling, men den er tillige en lyrisk og en tidlig modernistisk roman. Sprogligt er den et umådeligt rigt, strømmende digterværk."
I Gads Forlags forfatterleksikon, Litteraturens stemmer, fra 1999 er Johannes V. Jensen den højest prioriterede forfatter med 15 spalter, hvoraf tre af spalterne er afsat til Kongens Fald.
Flere enkeltpersoner har sat romanen højt.
Kasper Støvring erklærede kategorisk at Kongens Fald "er den bedste roman, der er skrevet i dansk litteratur. Punktum."
Niels Kofoed mente at Kongens Fald "er den bog, hvor han [Johannes V. Jensen] kunstnerisk set nåede højest".
Klaus Rothstein fandt at den er "et fuldtonet skønskrevet mesterværk og en skelsættende begivenhed i Danmarkslitteraturen. Til sidste punktum suveræn, mærkelig romankunst."
Leif Nedergaard skrev at "Kongens Fald står som det ypperste danske forsøg på en historisk roman".
William Heinesen erindrede sig "En brønd af mørk, men liflig poesi var 'Kongens Fald'; man læskede sig ved dens vande ..."
Biskop Henrik Wigh-Poulsen, forfatteren Jens Andersen, politikeren Rasmus Jarlov og livsstilseksperten Anne Glad nævner den som den bog der har gjort størst indtryk.

### Samtidens anmeldere
Datidens anmeldere var ikke imponerede.
Viggo Stuckenberg anmeldte Foraarets Død til en maj-udgave af Illustreret Tidende i 1900. Positivt stemt over sproget var han, men ellers fandt han "megen dårligdom":
| „ | Hvad Sproget betyder, forstaar Johannes V. Jensen til Bunds. Hans lille Bog "Foraarets Død", er lutter smaa, faste Billeder, Farve, Duft, Liv, men saa hidsigt og hurtigt skiftende, at man føler sig gange arm trods den hele Overdaardighed, — det er som en hvirvlende Springdans, der er forbi, bedst som den er begyndt. Men det er, i Modsætning til de to foregaaende Bøger, en bevidst Kunstners Arbejde, og saa velgørende en Ting er Kunsten, at den, selv om den nøjes med at nomadisere lidt hist og her i en Bog, forsoner med megen Daarligdom, blot den er til Stede. | “ |

Han fortsatte med at påpege tekstens dårlige kvaliteter:
| „ | Der er adskilligt at indvende mod "Foraarets Død", meget, der trænger til Forsoning. De smaa, hurtige, lette, sikre Begivenheder gribe om hinanden uden at danne noget helt. Hovedpersonen er gjort saa løst. Helten, Midtpunktet i Bogen, er ikke noget Midtpunkt, uden for saa vidt det er ham, der oplever det hele. Det er, som om Forfatteren midt i al Bogens Uro ikke kan faa hans Værdi slaaet fast eller vejet op mod Bogens hele blæsende Hast. Det er en Strøm, der styrter ud over og ned og opløser sig i pragtfulde Draaber. Men der er Draaber iblandt dem, der veje syv flade Indsøer op. Man læser "Foraarets Død" — og følger en Nomade, der med barbarisk Fryd standser ved Tue efter Tue i herlig, hedensk Urglæde over det sunde Græs. | “ |

I november 1900 anmeldte litteraturkritikeren C.E. Jensen Den Store Sommer i Social-Demokraten. Efter et længere referat kom han med dommen over teksten:
| „ | Stærkt har denne historiske Roman sagtens ikke ligget Johannes V. Jensen paa Sinde, dyberegaaende Studier har han formodenlig ikke gjort til den, og altfor grundigt har han ikke stræbt at leve sig ind i Personerne, den lyriske Mikkel maaske undtagen. Men hans nyskabende Fantasi og stærkt personlige Sprogkunst, hans Temperaments Oprindelighed, har uvilkaarlig stemplet mange af Bogens Sider og griber den modstræbende Læser i Struben. | “ |

Derudover karakteriserede han denne del af Kongens Fald som "et Panorama af skiftende, farvestærke Billeder, henkastede med Friskhed og Voldsomhed."
Valdemar Vedel anmeldte de to første dele af Kongens Fald til januar-nummeret af Tilskueren hvor han også kom ind på Sophus Michaëlis' Dødedansen.
Vedel mente at der var en "fælles Smagsretning" der forbandt de tos seneste bøger, omend de var forskellige i "Aandsart og Dannelse". Han fortsatte med:
| „ | Der er baade en god Del Romantik af den „sataniske" Skole i dem og en god Portion Nietzsche; i Revolte mod moderne Borgerlighed, Kristelighedsmoral og Humanitet søger begge til skærende grelle og grusomt vilde Virkninger og dyrker i æstetisk Trods Rovdyrsmoral og Næveretsadel som Modvægt mod den slatne og blødsødne Samtid. Det er saaledes især Landsknægtenes lovløse og blodfyldte Tid, de har forelsket sig i, og de maler begge lidenskabeligt med raa og skingrende Farver. | “ |

Sophus Michaëlis skrev i oktober 1901 i København ved udgivelsen af sidste del af trilogien:
| „ | Finalen blotter ubarmhjærtigt Bristen paa Enhed og Plan i det hele Værk. Her skulle Fortællingens Traade samles. Men der er ingen Traade at knytte sammen, kun viltre og spegede Stumper i tilfældig Vildrede. Forfatteren trævler lidt op i hel- eller halvglemte Personers Livsskæbne fra de forrige Bind, føjer nye til, som han kun skitserer i Flugten med lige saa løse og tilfældige Rids, og lader saa Døden besørge Finalen og brænde alle Traadene over. | “ |

Georg Brandes fortsatte med forbeholdene, da han i 1904 skrev om teksten:
| „ | Der er talrige Sider i den, som er skrevne med mægtig Indbildningskraft, men altfor meget deri er forfejlet. | “ |

### Udenlandske anmeldelser
Tor Hedberg havde i 1901 skrevet:
| „ | »Kongens fald» är ett verk af en stark och ursprunglig personlighet, som tar hårdt, stundom en smula brutalt på saker och ting, men är fri från all småaktighet, af en sällsynt frisk och lefvande syn på fenomenvärlden, och af en stilkonst, som, ehuru ännu en smula osäker (se t. ex. kap. XI i »Den store Sommer»), i sina lyckligaste ögonblick når mycket högt genom åskådlighet, fart och klarhet. | “ |

En anmeldelse fra Dagens Nyheter gengivet i dansk oversættelse i en af forfatterens senere bøger hedder det:
| „ | Et mærkeligt Digterværk af en alt andet end hverdagslig Forfatter. Det er en Bog, som ikke ligner nogen anden. En historisk Roman af fuldstændig egen Støbning, hvor Forfatteren betræder nye Stier og lader sin Fantasi frit boltre sig. Skildringens Gave er bleven Forfatteren rigere til Del end de fleste af hans samtidige. Og hans Detailmalerier er smaa Mesterværker. | “ |

"Skrevet med en imponerende poetisk prosa viser Kongens Fald Johannes Jensens beskrivende kraft og livlige sprog" var dommen fra en anmelder i 2021 af den italienske oversættelse.

### Salg
De tre bind der udkom som første udgave blev trykt i et oplag 1.250 for hvert bind og sat til salg for 2 kroner eller, for Foraarets Døds vedkommende, 2,50 kroner. Først i 1916 var oplaget udsolgt.
Anden udgave fra 1913 og som kom med illustrationer blev trykt i 3.000 eksemplarer og sat til priser 3 kroner.
I senere tid har førsteudgaver af bogen været prissat til flere tusinde kroner.
En indbundet tre-bindsversion gik i 2014 for 11.500 kroner.

## Udgaver og afledte værker
Kongens Fald udkom i tre dele i årene 1900-01: Første del, Forårets død, anden del, Den store sommer, og tredje del, Vinteren.
Johannes V. Jensen efterlod sig mange håndskrifter, men hovedsagligt som renskrifter, mens kladder oftest mangler.
Himmerlandshistorien Nifingeren (der senere blev til Julefred) og Kongens Fald er undtagelser.
Det kongelige Bibliotek har gjort fotografier af manuskriptet tilgængelig fra deres hjemmeside.

### Udvalgte udgaver
- Johannes V. Jensen (marts 1900), Foraarets Død, Det Nordiske Forlag, OCLC 796183428, Wikidata  Q65476094 .

Første del: Foraarets Død Det Kongelige Biblioteks version er indskannet og gjort tilgængelig på Internettet som digital faksimile.
- Johannes V. Jensen (november 1900), Den store Sommer, København: Det Nordiske Forlag, Wikidata  Q104767561 .

Anden og midterste del: Den store Sommer
- Johannes V. Jensen (november 1901), Vinteren, København: Det Nordiske Forlag, Wikidata  Q104768206

Tredje og sidste del: Vinteren
- Johannes V. Jensen (1901), Kongens Fald, Illustrator: Gudmund Hentze, København: Det Nordiske Forlag, OCLC 793657336, Wikidata  Q34605018 .

Det Kongelige Biblioteks version af det samlede værk er indskannet og tilgængelig.
- Johannes V. Jensen (1913), Kongens Fald, Illustrator: Valdemar Andersen, København: Gyldendal, Wikidata  Q104690827 .

Det Kongelige Biblioteks eksemplar er indskannet og gjort tilgængelig på Wikimedia Commons og delvist transkriperet på dansk Wikisource. Udgaven har illustrationer af Valdemar Andersen.
- Johannes V. Jensen (1916), Kongens Fald, København: Gyldendal, Wikidata  Q27655001 .

En version fra fjerde oplag er inkluderet i Project Gutenberg databasen.
- Johannes V. Jensen (1996), Kongens Fald, Illustrator: Aage Sikker Hansen, København: Gyldendal, ISBN 87-00-27238-8, OL 32178124M, Wikidata  Q66723744 .

6. udgave. Fjerde oplag er fra 2004
- Johannes V. Jensen (1998), Kongens Fald, Søren Gyldendals Klassikere, København: Gyldendal, ISBN 87-00-34994-1, OL 20562438M, Wikidata  Q104767326

7. udgave fra 1998, udgivet i serie Søren Gyldendals Klassikere. Forsiden har en illustration af Sikker Hansen og et lille udsnit af Valdemar Andersens Johannes V. Jensen-portrætmaleri fra 1905.
- Johannes V. Jensen (2000),  Niels Birger Wamberg (red.), Kongens Fald, København: Gyldendal, ISBN 87-00-46338-8, Wikidata  Q66724144 .

8. udgave. Stort format med tilrettelæggelse og efterskrift af Niels Birger Wamberg samt "med illustrationer af kunstnere fra romanens samtid", specielt Albrecht Dürer og Hans Holbein den Yngre.
- Johannes V. Jensen (2000), Kongens Fald, Illustrator: Aage Sikker Hansen, København: Gyldendal, ISBN 978-87-02-05823-9, Wikidata  Q66723890 .

9. udgave med rettelser og ajourføring af Niels Birger Wamberg fra 8. udgave.
- Johannes V. Jensen (11. december 2015), Kongens Fald, København: Gyldendal, ISBN 978-87-02-18341-2, OL 57683094M, Wikidata  Q66820220 .

10. udgave med forord af Dorthe Nors. Denne udgave har moderniseret retsstavning.
- Johannes V. Jensen (15. marts 2019), Kongens Fald, København: Gyldendal, ISBN 978-87-02-28345-7, OCLC 1100995885, Wikidata  Q104797108

11. udgave

### Udgaver med oversættelser
- Johannes V. Jensen (1906), Kungens fall, Stockholm, Wikidata  Q34607398 .

Svensk udgave fra 1906 oversat af Ernst Lundquist.
- Johannes V. Jensen (1912), Des Königs Fall, Berlin: S. Fischer Verlag, Wikidata  Q108752715

Tysk udgave fra 1912 oversat af Julia Koppel. Fra til 1922 kom den i fire oplag. Koppels oversættelse findes nu også som ebog: Johannes V. Jensen (2020), Des Königs Fall, ISBN 978-87-2-647979-9, OCLC 1155570345, Wikidata  Q108752559 
- Johannes V. Jensen (1933), The Fall of the King, London, Wikidata  Q124218629

Engelsk oversættelse af P.T. Federspiel og Patrick Kirwan med hvad Bo Elbrønd-Bek kalder "mere eller mindre katastrofale misforståelser og uautoriserede forkortelser af vanskelige passager".
- Johannes V. Jensen (maj 1990), La chute du roi, Actes Sud, ISBN 978-2-8686-9539-0, Wikidata  Q106822182

Fransk udgave
- Johannes V. Jensen (1992), The Fall of the King, Wikidata  Q104691326

Engelsk udgave med oversættelse af Alan G. Bower.
- Johannes V. Jensen (september 2011), The Fall of the King, University of Minnesota Press, ISBN 978-0-8166-7754-2, LCCN 2011037297, OCLC 792928782, OL 25033273M, Wikidata  Q65477476
- Johannes V. Jensen (21. januar 2021), La caduta del re, Milano, ISBN 978-88-32278-13-2, Wikidata  Q105722331

Italiensk oversættelse af Bruno Berni.
Nyere oversættelser findes også på spansk og litauisk.
I 2019 var Jun Feng i færd med at oversætte Kongens Fald til kinesisk.
Oversættelsen giver udfordringer.
Bruno Berni nævner terminologien med ord for tøj, våben og redskaber, dele med dialekt og plattyske samt referencer til nordisk mytologi.

### Illustrationer
Flere af udgaverne indeholder illustrationer af danske billedkunstnere.
Gudmund Hentze stod for forsideillustrationerne til de tre oprindelige bind.
Valdemar Andersen leverede fire illustrationer til 1913-udgaven.
Aage Sikker Hansen illustrerede 1944-udgaven af Kongens Fald.
Han havde tidligere illustreret andre Johannes V. Jensen-bøger, digtsamlingerne Mammutbogen (1933) og Zoologisk Have (1934).
Om Sikker Hansens tegningerne i Kongens Fald mener Aage Jørgensen at de er "båret både af realisme og fantasi" og "hører til det ypperste i dansk illustrationskunst."
Johannes V. Jensen kommenterede selv på dem, at de var
| „ | fremgaaet udelukkende af hans egen Inspiration, efter Indtryk af Teksten, og jeg kan kun sige at jeg følte mig slaaet af hvor nær de kom Tonen i denne Ungdomsbog, hastigt skrevet, improviseret, paa Farten fra et Sted til et andet, men intimt jydsk, Indtrykket af et Landskab hvor Tiden har staaet stille. Denne Tone, en Fortid optaget i Nutiden, har Sikker Hansen truffet, uden Tvivl fordi han selv er af jydsk Oprindelse. | “ |

### Afledte værker
Kaj V. Andersen indlæste romanen i 1960 og den 8 timer og 41 minutter optagelse er tilgængelig fra Nota.
Frits Helmuths oplæsning af Kongens Fald findes som optagelse og har været udsendt fra DR.
Kongens Fald er også indlæst som lydbog af David Seedorf med udgivelse i 2009.
Skuespillere fra Det Kongelige Teater har indlæst teksten.
Karen-Lise Mynster begyndte med kapitel 1.
Axels død, afslutningen på kapitlet Den Danske Død, indgår som en del af Danske Digterruter.
Teksten der oplæses er:
| „ | Axel lukkede sine Øjne. Og han fløj i oprejst Stilling i den lyse Nat og dalede ombord paa Lykkens Skib. De sejlede paa Havet under Maanens og Stjærnernes Lys. Og da de havde sejlet let og længe, kom de til Lykkens Land. Det lave Land, der har den forunderlige Sommer. Du mærker med lukkede Øjne den søde Lugt af Jordens Grønsvær, Landet er blødt og grønt som en frisk Seng i Havet, Fødeseng, Dødsseng. Himlen hvælver sig med Forkærlighed over det, Skyerne staar stille over det, Bølgerne rækker ind og klapper den lyse Strand. To blaa Have bejler til Kysterne, hvor Sandet er fint, og hvor den magre Græsbund er pikket med lutter runde, brogede Sten. I Landet er en Fjord, der aldrig glemmes, dér staar Solens Støtter. Landets Kyster og Øer viser sig med vidunderlig Ynde i Havet. Fjordene synger, og Sundene er som Porte ind til Overflødighedens Land. Her er alting dybt farvet, Jorden er grøn, grøn, og Himlen mødes med Havet i blaa Stemning. Det er den store Sommers Land, Dødens Land. | “ |

Scenen med hesteslagtningen i kapitlet Mikkel Synker har formentlig været inspiration til Bjørn Nørgaard og Lene Adler Petersens kunstprojekt Hesteofringen.
Kamilla Jørgensen har lavet et kunstværk baseret på mange udprintninger af Kongens Fald. Værket var udstillet på Forårsudstillingen 2018.
I 2018 blev Kongens Fald dramatiseret i en co-produktion mellem Det Kongelige Teater og Aarhus Teater. Carlus Padrissa stod for iscenesættelsen og scenografien, mens manuskriptet var af Henrik Szklany. Stykket blev først opført på Det Kongelige Teater i efteråret 2018, hvorpå det flyttede til Aarhus Teater i januar-februar 2019.
Samme år som teaterforstillingen fik premiere skabte Dunja Gry Jensen en podcastserie ud fra Kongens Fald.
Filminstruktør Jesper Jargil havde i en længere årrække filmrettighederne til teksten og researchede til en filmatisering.
Projektet blev dog ikke realiseret.
I 2008 fik Søren Pilmark rettighederne og senere overgik de til Nordisk Film, dog uden at det i nogen af tilfældene blev til en filmatisering.
Åke Sandgren, Johan Jacobsen, Henning Carlsen og Ole Bornedal er andre filminstruktører der har ønsket at filme Kongens Fald.
Henning Carlsen har ment at "Romanen er meget, meget vanskelig at dramatisere".
Carl Nielsen komponerede melodier til de to jyske strofiske digte.
De udkom med arrangeret for stemme og klaver i 1907 i sanghæftet Strofiske Sange.
Astrid Alsbjerg har skrevet sange inspireret af Kongens Fald.
Johannes V. Jensens søster Thit Jensen berørte sammen periode som Kongens Fald i flere romaner:
Af blod er du kommet fra 1928, Jørgen Lykke fra 1931 og Stygge Krumpen fra 1936.
Johannes V. Jensen vendte også selv tilbage til Clementsfejdens tid med fortællingen Skipper Clement fra 1917.

### Anmeldelser
- C.E. Jensen (22. november 1900), "Johannes V. Jensen: Den store Sommer. (Nordiske Forlag)", Aktuelt: 1, hdl:109.3.1/uuid:fe1b562e-f66f-41eb-af9b-588fd7c4ff1b, Wikidata  Q105412670
- Johannes Møllehave (9. juni 2000), "Den fortryllende se-kraft", Jyllands-Posten, Wikidata  Q105390119
- Johannes Møllehave (9. december 2003), "Latter og gråd i Kongens Fald", Kristeligt Dagblad, Wikidata  Q105525183
- Klaus Rothstein (8. januar 2016), "Med frostkoldt hjerte", Weekendavisen, Wikidata  Q65478321
- Viggo Stuckenberg (13. maj 1900), "Johannes V. Jensen: Foraarets Død. - Frederik Poulsen: Mors Dreng. Marie Henckel: Vekselende Tider.", Illustreret Tidende, 41 (33): 525, Wikidata  Q105126898
- Valdemar Vedel (1901), "Litterært Rundskue", Tilskueren, 18: 87-96, Wikidata  Q105404869